# Rozszumiały się wierzby płaczące
Rozszumiały się wierzby płaczące – popularna piosenka polskich partyzantów z okresu II wojny światowej. 
Pierwowzorem tej piosenki była Rozszumialy się brzozy płaczące, według tekstu Romana Ślęzaka, przy czym melodia pierwszej części pochodzi z popularnego marsza Pożegnanie Słowianki, skomponowanego w 1912 roku przez Wasyla Agapkina. W 1943 roku nieznany autor uaktualnił Rozszumialy się brzozy płaczące tworząc o wiele bardziej znany wariant z "wierzbami", bez zmian melodii.